# Joyeux Noël (film, 2005)
Pour les articles homonymes, voir Joyeux Noël.
Pour plus de détails, voir Fiche technique et Distribution.
Joyeux Noël est un film de Noël dramatique de guerre historique multinational réalisé par Christian Carion et sorti en 2005. Coproduit par la France, l'Allemagne, le Royaume-Uni, la Belgique et la Roumanie, il raconte la vie des soldats au front durant la Première Guerre mondiale et particulièrement la trêve de Noël.
Le film est présenté en sélection officielle hors-compétition au festival de Cannes 2005. La sortie dans les salles françaises a lieu le 9 novembre 2005, semaine où est commémoré l'armistice du 11 novembre 1918.

## Dédicace
Le générique de fin s’ouvre sur cette dédicace :
« Ce film est dédié à la mémoire des soldats allemands, britanniques et français qui ont fraternisé le soir de Noël 1914 en de multiples endroits du front. »

## Synopsis
Le film s'ouvre par trois écoliers, allemand, français et écossais, qui récitent des poèmes patriotiques les incitant à vaincre leurs ennemis et à se battre pour leur pays.
Pendant l'été 1914, la Première Guerre mondiale éclate, entraînant des millions d'êtres humains dans son tourbillon. Nikolaus Sprink doit renoncer à une carrière prestigieuse de ténor à l'opéra de Berlin et, de plus, ne peut plus voir ni fréquenter Anna Sørensen, sa partenaire et compagne.
Pour suivre les jeunes Jonathan et William qui se sont engagés, et qui l'aidaient beaucoup dans son église, le pasteur Palmer quitte l'Écosse et se retrouve brancardier sur le même front du nord de la France. Ils font partie des fusiliers royaux écossais, dirigés par le lieutenant Gordon. Quant au lieutenant français Audebert, du 26e régiment d'infanterie, il a dû laisser sa femme enceinte et alitée en zone occupée pour combattre l'ennemi ; depuis son départ, les Allemands tiennent la petite ville du Nord où la jeune femme est censée avoir déjà accouché et il ignore dans quelle situation se trouve sa femme. En face des tranchées alliées, séparées par un no man's land, se trouvent les troupes allemandes de la 93e division d'infanterie, dirigées par le lieutenant Horstmayer. Une attaque alliée contre les tranchées allemandes se solde par un échec et par de nombreux morts, dont William.
Le soir de Noël, Anna Sørensen et Nikolaus Sprink chantent pour Guillaume de Prusse et l'état major allemand, puis décident d'aller chanter pour les troupes afin de les réconforter. Pendant ce temps, les troupes écossaises se mettent à chanter en s'accompagnant de cornemuses. Allemands et Écossais se mettent à chanter ensemble, et Sprink sort de sa tranchée avec un petit sapin de Noël. Les lieutenants des trois tranchées s'accordent pour décréter une trêve.
Les soldats des camps opposés se rencontrent. Ils se serrent la main, échangent cigarettes et chocolat, célèbrent ensemble une messe en latin et se souhaitent un « Joyeux Noël », « Frohe Weihnachten », « Merry Christmas ». S'installe alors une trêve passagère entre les combattants, qui fêtent Noël ensemble. Le lendemain, jour de Noël, les trois lieutenants échangent les corps des soldats morts les semaines précédentes. Les soldats enterrent leurs morts.
La hiérarchie, non informée, apprend ce qui s'est passé en lisant le courrier des soldats envoyé à leurs familles. Les régiments sont soit déplacés, soit dissous, soit mutés sur des fronts lointains et dangereux.

## Fiche technique
Sauf indication contraire, les informations mentionnées dans cette section peuvent être confirmées par la base de données cinématographiques IMDb,  présente dans la section « Liens externes ».
- Titre original, belge et québécois : Joyeux Noël[1]
- Titre anglais et allemand : Merry Christmas[1]
- Titre roumain : Craciun Fericit[1]
- Réalisation et scénario : Christian Carion
- Musique : Philippe Rombi
- Direction artistique : Anina Diener, Vraciu Eduard Daniel et Ève Machuel
- Décors : Jean-Michel Simonet
- Costumes : Alison Forbes-Meyler
- Photographie : Walther van den Ende
- Son : Dean Humphreys, Pierre Mertens, Thomas Desjonquères
- Montage : Andrea Sedláčková et Judith Rivière Kawa
- Production : Christophe Rossignon
  - Production associée : Philip Boëffard, Genevieve Lemal, Alexandre Lippens et Daniel Marquet
  - Coproduction (France) : Bertrand Faivre
  - Coproduction (France) (non crédité) : Danièle Delorme, Bertrand Meheut, Jacques Toubon, Manuel Alduy, Gaëtan Moisand, Michel Romand-Monnier et Laurent Storch
  - Coproduction (Allemagne) : Christopher Borgmann et Benjamin Herrmann ; Rolf Bähr (non crédité)
  - Coproduction (Royaume-Uni) : Soledad Gatti-Pascual et Kate Ogborn
  - Coproduction (Belgique) : Patrick Quinet
  - Coproduction (Roumanie) : Andrei Boncea
- Sociétés de production[2] :
  - France : Nord-Ouest Films, en coproduction avec TF1 Films Production et Les Productions de la Guéville, avec la participation de Canal+, CinéCinéma, le CRRAV et le CNC, en association avec Soficinéma, Cinéart, Playtime, Cofinova 1, Cofimage 16, Sogécinéma 3, Groupe Un
  - Allemagne : en coproduction avec Senator Film Produktion, avec la participation de Sat.1
  - Royaume-Uni : en coproduction avec The Bureau
  - Belgique : en coproduction avec Artémis Productions, en association avec Uni Étoile 2, SCOPE Invest
  - Roumanie : en coproduction avec Media Pro Pictures
  - Japon : en association avec Nippon Herald Films
- Sociétés de distribution[3] : Fox France / UGC Fox Distribution (France) ; Senator Filmverleih (Allemagne) ; Columbia TriStar (Royaume-Uni) ; Cinéart (Belgique) ; Mediapro Distribution (Roumanie) ; Les Films Séville (Québec) ; Filmcoopi (Suisse romande)
- Budget : 18 151 814 €[4]
- Pays de production :  France,  Allemagne,  Royaume-Uni,  Belgique,  Roumanie
- Langues originales : français, allemand, anglais, latin
- Format[5] : couleur - 35 mm - 2,35:1 (CinemaScope) - son DTS | Dolby Digital
- Genre : drame, guerre, histoire
- Durée : 116 minutes
- Dates de sortie[1] :
  - France : 16 mai 2005 (Festival de Cannes) ; 21 septembre 2005 (première mondiale) ; 9 novembre 2005 (sortie nationale)
  - Suisse romande : 9 novembre 2005[6]
  - Allemagne : 24 novembre 2005
  - Belgique : 30 novembre 2005[7]
  - Royaume-Uni, Québec : 16 décembre 2005[8]
  - Roumanie : 23 décembre 2005
- Classification[9] :
  - France : tous publics[10]
  - Allemagne : interdit aux moins de 12 ans (FSK 12)
  - Royaume-Uni : les enfants de moins de 12 ans doivent être accompagnés d'un adulte (12A - Suitable for 12 years and over)[11]
  - Belgique : tous publics (Alle Leeftijden)[7]
  - Québec : tous publics - déconseillé aux jeunes enfants (G - General Rating)[8]
  - Suisse romande : interdit aux moins de 10 ans[12]

## Distribution
- Benno Fürmann (VF : Dimitri Rataud) : Nikolaus Sprink, ténor à l'opéra de Berlin devenu simple soldat de l'armée allemande
- Guillaume Canet : le lieutenant Audebert qui, devant ses hommes, cache son chagrin d'avoir quitté sa femme enceinte ainsi que sa peur
- Diane Kruger : Anna Sørensen, une soprano danoise bien décidée à sauver de la guerre celui qu'elle aime
- Gary Lewis : le pasteur anglican Palmer, écossais, devenu brancardier. Joueur de cornemuse
- Daniel Brühl : Horstmayer, un lieutenant juif allemand
- Dany Boon : Ponchel, garçon-coiffeur de Lens et ordonnance d'Audebert ; le soldat qui fait sonner son réveil à dix heures, pour le café
- Lucas Belvaux : Gueusselin, soldat français « va-sans-peur »
- Bernard Le Coq : le général Audebert, père du lieutenant
- Alex Ferns (en) : le lieutenant écossais Gordon, chef de la section
- Steven Robertson (en) : Jonathan, un jeune soldat écossais que la mort de son frère a rendu haineux
- Christopher Fulford (VF: Féodor Atkine) : le major écossais
- Michel Serrault : le châtelain
- Suzanne Flon : la châtelaine
- Robin Laing : William
- Joachim Bißmeier (de) : Zimmermann
- Thomas Schmauser (de) : le Kronprinz
- Frank Witter (de) : Jörg, un soldat allemand
- Ian Richardson (VF : Gilbert Beugniot) : l'évêque écossais
- Christian Carion : un infirmier
- Tom Duncan : un soldat écossais
- Mathias Herrmann (de) : un soldat allemand
- Marc Robert : Guimond
- Christophe Rossignon : un lieutenant (rôle coupé au montage)
- Natalie Dessay : la voix d'Anna (chant)
- Rolando Villazón : la voix de Nikolaus (chant)

Source : le site d’AlterEgo (la société de doublage)

## Production

### Genèse
L'idée du film provient d'un livre que Christian Carion a lu en 1992 : Batailles de Flandres et d'Artois 1914-1918 de l'historien Yves Buffetaut. Il est touché par un passage (L'incroyable Noël de 1914) qui rapporte les fraternisations entre lignes ennemies. Le réalisateur contacte alors l'historien qui lui donne accès à une importante documentation, complétée par un travail de fond sur les archives de l'armée allemande de la Première Guerre mondiale, dans les murs de la Bibliothèque de documentation internationale contemporaine à Nanterre, avant de lancer le tournage. Christian Carion contacte alors le producteur Christophe Rossignon pour lui présenter son idée. Ce dernier lui suggère de se faire la main avec des courts métrages et d'autres projets de moindre ampleur. Le premier long métrage de Christian Carion, Une hirondelle a fait le printemps sort en 2001.

### Projet et scénario
Christian Carion commence l'écriture du scénario en 2002. Il débute en faisant des recherches de documents : « J'ai exhumé une série de faits divers extraordinaires dans les archives britanniques pour beaucoup, et plus tard françaises et allemandes. Autant dire que l'on n'y entre pas facilement. Ce sont des lieux essentiellement fréquentés par des historiens professionnels. Grâce à Yves Buffetaut, j'ai pu accéder à ces documents. En France, ils sont gardés par l'armée qui, si elle ne peut en empêcher la consultation, n'en fait pas la publicité. Quant aux archives allemandes, je n'ai pas eu de mal à les consulter puisque beaucoup sont gardées en France, c'est la conséquence de la Seconde Guerre mondiale. »

### Préproduction
À la suite d'une série de désaccords, l'armée française a refusé de prêter des terrains militaires pour le tournage de ce film relatant un passage tabou de son histoire[réf. nécessaire].
La majeure partie du tournage s'est déroulé en Roumanie notamment dans les studios Mediapro Pictures, ainsi qu' en Allemagne et en Écosse. Plusieurs scènes ont été tournées en France, dans le Pas-de-Calais (Saint-Pol-sur-Ternoise, Barlin, château de Brias).
Selon Christian Carion, à la question « Pourquoi refuser de collaborer pour un film impliquant des soldats ayant fraternisé avec l'ennemi ? », un général de l'armée française aurait répondu « l'armée est immuable »[réf. nécessaire]. Depuis ce tournage, l'armée française s'est dotée d'une structure pour promouvoir le tournage de films sur des terrains militaires français[réf. nécessaire].

### Langues originales
Chaque belligérant s'exprime dans sa langue. Ainsi, dans la version française, les Français parlent français, les Écossais parlent anglais et scots (dialogues sous-titrés en français) et les Allemands parlent allemand (dialogues sous-titrés en français). Les dialogues en anglais et en allemand ont été traduits par Sandy Withelaw. Le sous-titrage intermédiaire anglais est de Patricia Paparoditis, et l’allemand d’Andreas Meszaros. Le sous titrage est réalisé par Titra Film.

## Musique
Sauf indication contraire ou complémentaire, les informations mentionnées dans cette section proviennent du générique de fin de l'œuvre audiovisuelle présentée ici.
- Ave Maria

composé par Philippe Rombi
interprété par Natalie Dessay
accompagné du London symphony orchestra
- Bist du bei mir

composé par G.H. Stölzel
arrangement Philippe Rombi
interprété par Natalie Dessay et Rolando Villazón
quatuor à cordes Bel arte
piano Philippe Rombi
- Auld Lang Syne (Ce n’est qu’un au revoir)

arrangement : Griogair Lawrie
- The Braes of Killiecrankie (en) (traditionnel)

arrangement : Griogair Lawrie
- I'm dreaming of home (version "in")

composé par Philippe Rombi
paroles de Lori Barth et Gary Lewis
à partir d’un poème de Lori Barth (en)
ensemble cornemuses : Griogair Lawrie, David Bruce, Ivan Mac Donald, Calum Anthony Beaton
- Piobaireachd Dhòmhnaill Dhuibh (traditionnel)

arrangement : Griogair Lawrie
- Stille Nacht, heilige Nacht (Douce nuit, sainte nuit)

composé par Franz Xaver Gruber
interprété par Rolando Villazón
cornemuse Bruno le Rouzic
harmonica Édouard Dubois
- Adeste fideles

composé par John Francis Wade.
interprété par Rolando Villazón
accompagné à la cornemuse par Griogair Lawrie
- I'm dreaming of home (générique de fin)

composé par Philippe Rombi
paroles de Lori Barth et Gary Lewis
à partir d’un poème de Lori Barth (en)
interprété par Alex Ferns
cornemuse et tinwhistle Bruno le Rouzic
- I'm dreaming of home (générique de fin)

composé par Philippe Rombi
paroles de Lori Barth et Gary Lewis
à partir d’un poème de Lori Barth (en)
interprété par la chorale Scala et le London Symphony Orchestra
piano Philippe Rombi

## Accueil

### Accueil critique
Sur l'agrégateur américain Rotten Tomatoes, le film récolte 74 % d'opinions favorables pour 112 critiques. Sur Metacritic, il obtient une note moyenne de 70⁄100 pour 26 critiques.
En France, le site Allociné propose une note moyenne de 3,1⁄5 à partir de l'interprétation de critiques provenant de 25 titres de presse.

## Distinctions
Entre 2005 et 2007, Joyeux Noël a été sélectionné 24 fois dans diverses catégories et a remporté 7 récompenses,.

### Récompenses
- Festival du cinéma international en Abitibi-Témiscamingue 2005 : Grand Prix Hydro-Québec.
- Festival international du film de Leeds (Leeds International Film Festival) 2005 : Prix du public du meilleur long métrage pour Christian Carion.
- Festival international du film de Valladolid 2005 : Prix FIPRESCI pour Christian Carion.
- Association des critiques de cinéma du Nord du Texas 2006 : Prix NTFCA du meilleur film en langue étrangère.
- Festival international du film de Santa Barbara 2006 : Prix du public pour Christian Carion.
- Prix Jupiter 2006 : Prix Jupiter du meilleur acteur allemand pour Benno Fürmann.
- La "Société du film politique" (Political Film Society) 2007 : Prix PFS de la Paix.

### Nominations
- César 2006 :
  - Meilleur film pour Christian Carion,
  - Meilleur acteur dans un second rôle pour Dany Boon,
  - Meilleur scénario original pour Christian Carion,
  - Meilleure musique écrite pour un film pour Philippe Rombi,
  - Meilleurs costumes pour Alison Forbes-Meyler,
  - Meilleurs décors pour Jean-Michel Simonet.
- Etoiles d'Or de la Presse du Cinéma Français 2006[21] :
  - Meilleur Film pour Christian Carion,
  - Meilleur scénario pour Christian Carion,
  - Meilleur compositeur de musique originale pour Philippe Rombi.
- Globes de cristal 2006 : Meilleur film pour Christian Carion.
- Golden Globes 2006 : Meilleur film en langue étrangère.
- Oscar 2006 : Meilleur film en langue étrangère de l'année.
- Prix du cinéma européen 2006 : Meilleur film européen pour Christian Carion.
- Prix du Derby Or 2006 : Meilleur film en langue étrangère.
- Prix France Musique – UCMF 2006 : Meilleure musique des bandes originales de films pour Philippe Rombi[21].
- Récompenses des arts du cinéma et de la télévision de la British Academy 2006 :
  - Meilleur film en langue étrangère pour Christophe Rossignon et Christian Carion.

### Sélections
- Festival de Cannes 2005 : Longs métrages - Hors-compétition pour Christian Carion.

## Analyse
(septembre 2022).
- Si vous ne connaissez pas le sujet, laissez ce bandeau (vous pouvez alors contacter les auteurs).
- Si vous supprimez le contenu mis en cause (vous pouvez préalablement contacter les auteurs),

argumentez précisément cette suppression dans la page de discussion
(un manque de référence n'est pas un argument ; une recherche réelle de référence doit avoir été effectuée, être formellement documentée).
- Trois belligérants sont en présence dans le film : la France et son allié le Royaume-Uni (par le corps expéditionnaire, ici des Écossais) face à l'Allemagne. Toutefois, l'absence de commandement interallié est montrée directement : chaque pays se lance à l'assaut indépendamment, sans consultation de l'allié.
- Le film rassemble plusieurs épisodes de fraternisation, survenus en différents endroits du front à la Noël 1914. Tous sont attestés par différents témoignages et preuves historiques, à l'exception de la présence de la cantatrice. Les fraternisations, l'envoi de sapins dans les tranchées allemandes, la partie de football, les échanges de denrées, chants (dont celui interprété par un ténor allemand reconnu par un soldat écossais), la messe de Noël commune dans le no man's land, la trêve pour relever les corps, la photo de groupe, et le passage d'une tranchée à une autre pour se protéger des bombardements d'artillerie ont donc bien existé. Cependant, ces fraternisations ne sont pas encore une révolte contre la hiérarchie, ni contre l'absurdité de la guerre. Elles sont ainsi à rapprocher des fraternisations entre les troupes britanniques et françaises lors de la campagne d'Espagne sous Napoléon Ier, un siècle auparavant. La plupart des soldats ne pensaient s'accorder qu'une trêve, à un moment privilégié (la fête de Noël) avant de reprendre le combat, et ne remettaient en cause ni leur devoir, ni le bien-fondé de cette guerre qui commençait, même si les mutineries de 1917 peuvent a posteriori trouver une partie de leur origine dans ces fraternisations.
- Le thème de la trêve sur le front franco-allemand est également proposé comme illustration du dilemme du prisonnier par Robert Axelrod dans le chapitre « Vivre et laisser vivre » de son livre Donnant-donnant[22]. Cette approche fournit une explication différente de celle abordée dans le film et justifie « rationnellement » à l'aide de la théorie des jeux et de simulations informatiques ce type de trêve. Le film relate cependant simplement un événement parmi d'autres sans s'intéresser à la dynamique globale de trêves observées lors de la guerre de tranchées de la Première Guerre mondiale et laisse penser que la trêve intervient spontanément sans réflexion des soldats sur le passé ou l'avenir, ni anticipation des réactions des forces ennemies. Pour l'auteur, les mutineries de 1917 trouvent également une partie de leur explication dans la trêve de Noël.
- Le film traite avec intelligence chacun des camps et montre par les images la curieuse trêve de Noël qui a pu avoir lieu entre des hommes que tout leur environnement préparait à s’entre-tuer ; l'humanité en chacun d'eux s'avère la plus forte, ne serait-ce que pendant le temps de cette fête, connue quel que soit le pays. Symbole de l'avènement d'une guerre d'une ampleur et d'une horreur inégalées, la reprise des autorités embarrassées face au phénomène annonce également que, désormais, la pratique de la guerre va devenir une guerre totale, crépuscule industriel de l'Europe.

## Autour du film
- Ces mêmes événements ont été librement mis en scène dans le clip vidéo de la chanson Pipes of Peace (1983) de Paul McCartney. Le chanteur y interprète deux rôles, un soldat britannique et un soldat allemand qui, après la trêve brutalement interrompue, retournent dans leurs lignes avec la photo de la fiancée de l'autre.